# 卡爾利夫卡 (新敖德薩區)
47°30′17″N 32°7′16″E / 47.50472°N 32.12111°E
卡爾利夫卡（烏克蘭語：Карлівка）是位於烏克蘭南部尼古拉耶夫州裏尼古拉耶夫區的村莊，始建於1861年，面積0.43平方公里，海拔高度38米，2001年人口85，人口密度每平方公里197.7人。